# Pilzán
Pilzán (Pilzà en catalán ribagorzano) es una localidad española perteneciente al municipio de Benabarre, en la Ribagorza, provincia de Huesca, Aragón.
Se encuentra al sur de Benabarre, siguiendo la carretera N-230 en dirección a Lérida tras un desvío a la izquierda sobre un cerro.

## Toponimia
El nombre de Pilzán (Pilzà en catalán ribagorzano) proviene del latín PENCIUS. Bajo el poder de Al-Ándalus el castillo recibió el nombre de Balicana.

## Geografía

### Urbanismo
Durante el siglo pasado en Pilzán había 40 casas, algunas de las cuales eran: Ca de Pllàna, Ca de Martí, Ca’l Llorénça, Ca d’Alòs, Ca la Colla, Ca de Teixidó, Ca de Féixa, Ca de Namòra, Ca de Chaume, Ca’l Llàri, Ca de Garríga, Ca de Borràs, Ca de Navàrra, Ca de Figuèra, Ca del Cubè, Ca de Màrro, Ca de Porquet, Ca’l Gironí, Ca del Petít, Ca de Rourèna, Ca de Manxó, Ca del Sàstre, Ca d’Aventí, Ca del Soguè, Ca del Serguè, Ca de la Vall y Ca de Morós.
Hoy en día quedan 13 casas habitadas: Alòs, Morós, Foaquina, Martí, Llari, Nacolla, Teixidó, Sargué, Llana, Chaume, Namora, Arnau y Carpinté.

## Historia
El castillo de Pilzán fue conquistado junto a Purroy por Ramón Berneguer I y Armengol III de Urgel. Junto a Purroy formó parte de la diócesis de Urgel dentro de la de Lérida hasta el año 1956. En 1972 se une al municipio de Benabarre, el antiguo término incluía el pueblo de Estaña, Castilló del Pla, Penabera, Castebany y Andolfa.

## Monumentos

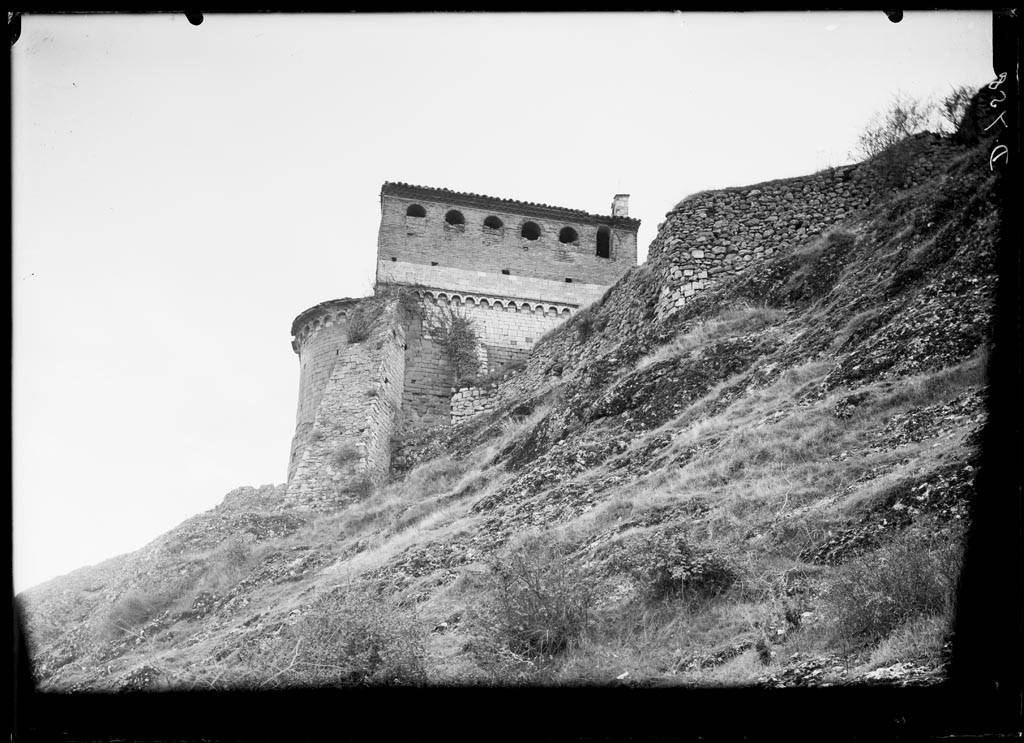
Restos de la antigua fortaleza y torre cilíndrica del siglo XI.
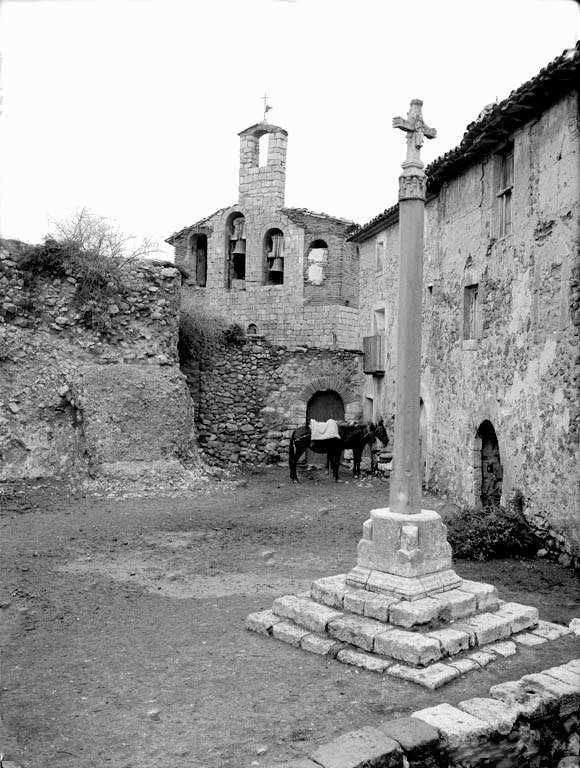
Iglesia parroquial románica en honor a San Miguel de finales del XII o principio del siglo XIII.[11] Es de estilo lombardo y notablemente recrecida y modificada con ladrillos en el XVI.[3]   - Vista de San Miguel de Pilzá de Juli Soler i Santaló realizada entre 1904 y 1914.
  - Imagen de la plaza del pueblo con la Iglesia de San Miguel al fondo.

## Fiestas
- Fiesta mayor en mayo, en honor a San Miguel.
- Lunes de Pascua, en honor a Virgen de Terrés.[12]

## Demografía
| Gráfica de evolución demográfica de Pilzán entre 1842 y 1970 |
| |
| Población de derecho según los censos de población del INE Población de hecho según los censos de población del INEEntre el censo de 1857 y el anterior, crece el término del municipio porque incorpora a Castejón del Plas y Estaña Entre el censo de 1981 y el anterior, este municipio desaparece porque se integra en el municipio Benabarre |

| Gráfica de evolución de Pilzán entre 2000 y 2020 |
|                                                  |
| Población según el INE en 2020.                  |